# Jorge Guillén Álvarez
Jorge Guillén Álvarez (Valladolid, 18 de gener de 1893 - Màlaga 6 de febrer de 1984) és un poeta espanyol membre de la generació del 27.
La seva vida transcorre paral·lela a la del seu amic Pedro Salinas, a qui va succeir com lector d'espanyol a La Sorbona des de 1917 a 1923. Va ser també catedràtic de les universitats de Múrcia (1925-1929) i Sevilla (1932-1938), amb un intermedi a la d'Oxford (1929-1931).
Exiliat, s'estableix als Estats Units i prossegueix allà la seva docència universitària. En jubilar-se, resideix a Itàlia on contreu segones noces. Després es trasllada a Màlaga. El 1977 se li concedeix el premi Miguel de Cervantes.

## Obra poètica
- Cántico (75 poesies), M., Revista de Occidente, 1928.
- Cántico (125 poesies), M., Cruz y Raya, 1936.
- Cántico (270 poesies), México, Litoral, 1945.
- Cántico (334 poesies), Bs. As., Sudamericana, 1950.
- Huerto de Melibea, M., Ínsula, 1954.
- Del amanecer y el despertar, Valladolid, 1956.
- Clamor. Maremagnun, Bs. As., Sudamericana, 1957.
- Lugar de Lázaro, Málaga, Col. A quien conmigo va, 1957.
- Clamor... Que van a dar en la mar, Bs. As., Sudamericana, 1960.
- Historia Natural, Palma, Papeles de Sons Armadans, 1960.
- Las tentaciones de Antonio, Florencia/Santander, Graf. Hermanos Bedia, 1962.
- Según las horas, Puerto Rico, Editorial Universitaria, 1962.
- Clamor. A la altura de las circunstancias, Bs. As., Sudamericana, 1963.
- Homenaje. Reunión de vidas, Milán, All'Insegna del Pesce d'oro, 1967.
- Aire nuestro: Cántico, Clamor, Homenaje, Milán, All'Insegna del Pesce d'oro, 1968.
- Guirnalda civil, Cambridge, Halty Eferguson, 1970.
- Al margen, M., Visor, 1972.
- Y otros poemas, Bs. As., Muchnik, 1973.
- Convivencia, M., Turner, 1975.
- Final, B., Barral, 1981.
- La expresión, Ferrol, Sociedad de Cultura Valle-Inclán, 1981.